# 福岡看護大学
福岡看護大学（ふくおかかんごだいがく、英語: Fukuoka Nursing College）は、福岡県福岡市早良区田村2－15－1に本部を置く日本の私立大学。2017年創立、2017年大学設置。

## 概要
口腔ケアに関する高い知識や技術を持った看護師を育成することを目的に、福岡歯科大学に隣接するグラウンド跡地に校舎を建設し開設された。
福岡歯科大学を運営する学校法人福岡学園が設置している。

## 沿革
- 2017年4月 - 福岡看護大学開学
- 2021年4月 - 大学院看護学研究科看護学専攻（修士課程）新設

## 基礎データ

### 所在地
- 福岡県福岡市早良区田村二丁目15番1号

## 学部

### 組織

#### 学部
- 看護学部
  - 看護学科

#### 大学院
- 修士課程
  - 看護学研究科看護学専攻（2021年4月開設予定）

## 奨学金
給付型
- 福岡看護大学特待生制度

貸与型
- 福岡看護大学看護職育成奨学金制度

## 対外関係
- 2018年1月 独立行政法人都市再生機構九州支社と福岡看護大学、福岡歯科大学並びに福岡医療短期大学が「包括連携協定」を締結。[2]